# 액션물
액션물은 액션을 포인트로 삼은 작품들을 지칭하는 장르다.

## 매체별 특징

### 영화
액션 영화(action film)는 영화의 한 갈래로, 등장인물의 육체적인 움직임을 이용한 활약을 보여주는 데 주안점을 둔다. 액션 영화는 종종 정의가 악을 무찔러 사건을 해결한다는 권선징악의 이야기를 다룬다. 폭넓은 의미에서 활극영화는 범죄영화, 서부극, 전쟁 영화, 재난 영화, 스릴러 등을 포함한다.
최초의 활극 영화는 1903년작 《대열차강도》이며, 이후 1910년대부터 1950년대까지 미국에서 연속 활극으로 불리는 장르가 유행하여, 액션 영화의 기초를 닦았다. 최초의 액션 영화는 1962년작 《007:Dr. No》이다.

## 작품 목록
- 가나다순으로 기재한다.

### 만화 / 애니메이션
- 드래곤볼
- 바키 시리즈
- 군계
- 겐간 아슈라
- 나루토
- 나의 히어로 아카데미아
- 날아라 호빵맨
- 도쿄 리벤져스
- 또봇 시리즈
  - 변신자동차 또봇
  - 애슬론 또봇
  - 또봇: 대도시의 영웅들
  - 또봇 V
- 명탐정 코난
- 모모 -더 블러드 테이커-
- 문호 스트레이독스
- 부기팝은 웃지 않는다
- 살애
- 스파이 패밀리
- 암살교실
- 용족 -Dragon Raja-
- 이누야샤
- 원펀맨
- 진격의 거인
- 주술회전
- 철풍
- 최유기
- 최강! 탑플레이트
- TO BE HERO X

### 라이트 노벨 / 웹소설
- Fate/Zero

### 영화
- #살아있다
- 007 시리즈
- 감시자들
- 걸캅스
- 공공의 적 시리즈
  - 공공의 적
  - 공공의 적 2
  - 공공의 적 1-1
- 괴물
- 교섭
- 극한직업
- 끝까지 간다
- 길복순
- 나니아 연대기 실사영화 시리즈
- 나쁜 녀석들: 더 무비
- 내가 살인범이다
- 다크 나이트
- 달콤한 인생
- 데시벨
- 도둑들
- 도화선
- 독전
- 마녀
- 마스터
- 마블 시네마틱 유니버스의 모든 영화들
- 맨 인 블랙 실사영화 시리즈
- 명령 027호
- 모가디슈
- 미션 임파서블 시리즈
- 미이라 시리즈
- 반도
- 반지의 제왕 실사영화 시리즈
- 배트맨 실사화 시리즈
- 범죄도시 시리즈
- 베놈
- 베테랑 시리즈
- 브레이킹 배드 무비: 엘 카미노
- 부산행
- 브이아이피
- 비열한 거리
- 살파랑
- 샤크
- 서울의 봄
- 스파이더맨 시리즈
- 스타워즈 시리즈
- 승리호
- 수
- 슈퍼맨 시리즈
- 시동
- 신세계
- 실미도
- 아바타 시리즈
- 아저씨
- 악녀
- 악마를 보았다
- 야차
- 어벤져스 시리즈
- 엑스맨 실사영화 시리즈
- 용의자
- 우는 남자
- 짝패
- 전우치
- 존 윅 시리즈
- 청년경찰
- 추격자
- 카터
- 캐리비안의 해적 시리즈
- 캡틴 아메리카
- 퀵
- 크리스마스 캐럴
- 킹스맨 시리즈
- 택시운전사
- 트랜스포머 시리즈
- 판타스틱 4
- 프리즌
- 하이힐
- 헝거 게임 시리즈
- 황해
- 해바라기
- DC 확장 유니버스의 전 영화 시리즈 들

### 드라마
- D.P.
- 감사합니다
- 경이로운 소문 드라마 시리즈
- 구해줘
- 구해줘 2 - 윗줄에 쓰인 작품과는 사이비 종교라는 소재를 공유하지만 별도의 세계관이므로 따로 분류한다.
- 나를 사랑한 스파이
- 나쁜 녀석들 시리즈
- 낮과 밤
- 다크홀
- 동네의 영웅
- 돼지의 왕
- 루갈
- 마이 네임
- 모범택시 드라마 시리즈
- 배드 앤 크레이지
- 뱀파이어 검사 시리즈
- 뱀파이어 탐정
- 번외수사
- 보이스 시리즈
- 본 대로 말하라
- 블라인드
- 블랙
- 블랙 썸머
- 빈센조
- 사냥개들
- 써치
- 신분을 숨겨라
- 아름다운 나의 신부
- 아일랜드
- 야인시대
- 약한영웅 Class 1
- 열혈사제
- 오징어 게임
- 우월한 하루
- 육룡이 나르샤 - 드라마의 반이 액션씬이다.
- 이재, 곧 죽습니다
- 인간수업
- 작은 신의 아이들
- 좀비탐정
- 지금 우리 학교는
- 처용 시리즈
- 카지노
- 커넥트
- 크라임 퍼즐
- 킬잇
- 타인은 지옥이다
- 판도라: 조작된 낙원
- 펜트하우스 시리즈
- 플레이어 시리즈
- 택배기사
- 히어로

## 같이 보기
- 액션
- 무협 영화
- 서부극
- 액션 게임
- 찬바라